# Иван Петков (дипломат)
 Тази статия е за дипломата Иван Великов Петков.  За дипломата Иван Данчев Петков вижте Иван Петков (дипломат, р. 1947).  
Вижте пояснителната страница за други личности с името Иван Петков.
Иван Великов Петков е български дипломат.

## Биография
Роден е на 24 август 1953 година във Варна. Завършва международно право в Московския държавен институт по международни отношения.
От 1979 година работи в МВнР: в отдел „Азия, Австралия и Океания“, управление „Азия, Африка, Латинска Америка и Австралия“, после като посланик със специални поръчения за Черноморския регион. След това е в посолствата на България в Ханой, Виетнам и Техеран, Иран, извънреден и пълномощен посланик на България в Иран и Пакистан, постоянен представител на България към Съвета на Европа.
Между 2011 и 2012 година е директор на Дирекция „Права на човека“ в МВнР. От 2012 година е посланик на България в Република Македония.
Владее английски, френски и руски език.